# 大分縣立美術館

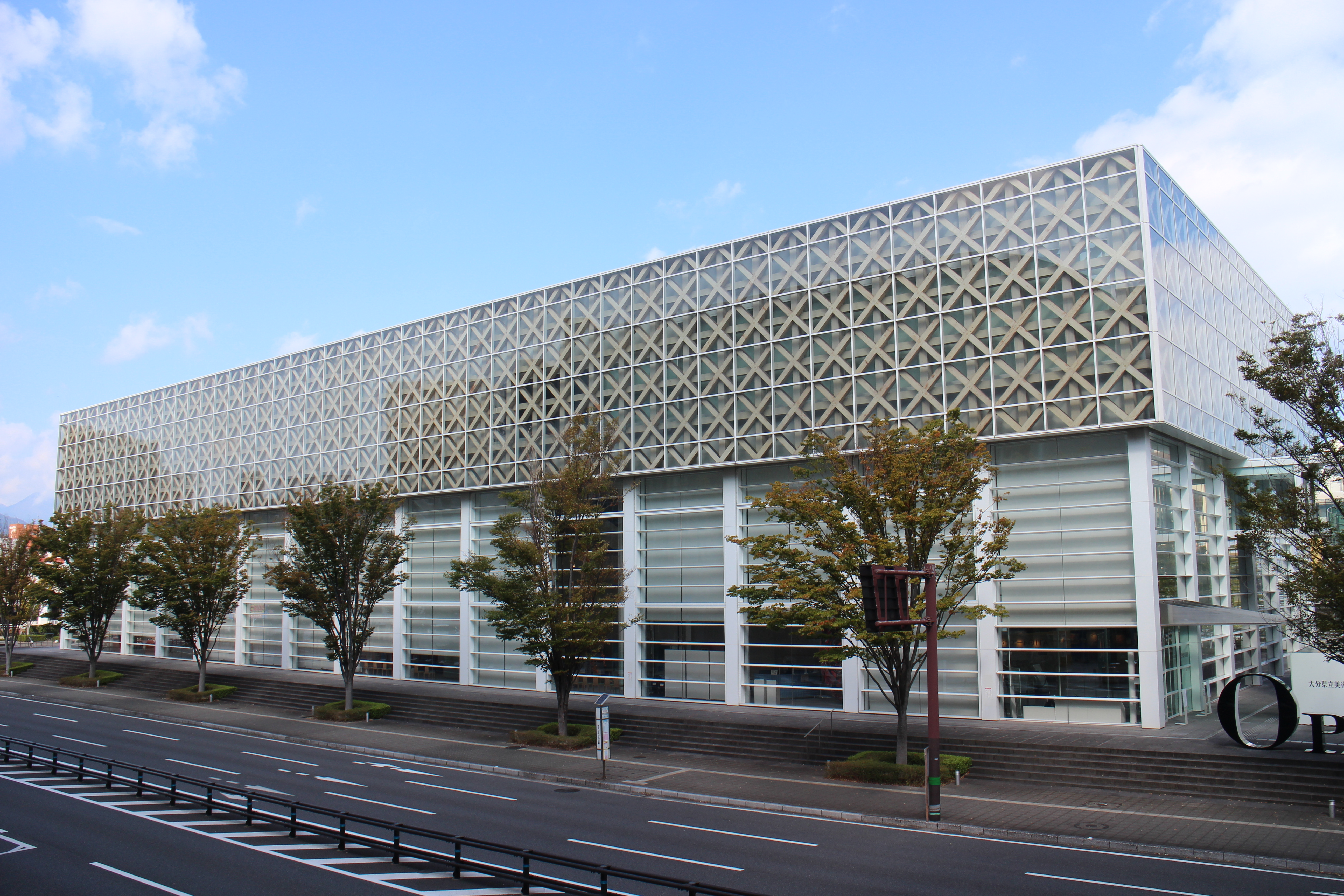

大分縣立美術館（日语：大分県立美術館、おおいたけんりつびじゅつかん）是日本大分縣大分市壽町的一座公立美術館。這座美術館開業於2015年4月2日。這座美術館地上有四層，地下有一層。建築的設計者是普利兹克建筑奖得主坂茂設立的建築設計事務所，在2014年11月竣工。

## 外部連結
- 大分県立美術館(OPAM) （页面存档备份，存于） - 公式サイト
- 県立美術館 （页面存档备份，存于） - 大分県
- 大分県立美術館 OPAM的Facebook專頁
- 大分県立美術館 OPAM的X（前Twitter）